# Funaria incurvifolia
Funaria incurvifolia là một loài Rêu trong họ Funariaceae. Loài này được Müll. Hal. ex E. Britton mô tả khoa học đầu tiên năm 1896.